# Glyphostoma bertiniana
Glyphostoma bertiniana é uma espécie de gastrópode do gênero Glyphostoma, pertencente a família Conidae.